# Mistrzostwa Świata w Hokeju na Lodzie 2022 (IV Dywizja)
Mistrzostwa Świata w Hokeju na Lodzie IV Dywizji 2022 rozegrane zostały w dniach 3–8 marca.
Do mistrzostw IV Dywizji przystąpiło 5 zespołów, które swoje mecze rozgrywały w (Biszkeku) w Kirgistanie. Reprezentacje rywalizowały systemem każdy z każdym.
Hala, w których zorganizowano zawody:
- Gorodskoi Katok w Biszkeku

Do mistrzostw świata III dywizji grupy B w 2023 z Dywizji IV awansowała najlepsza reprezentacja.
| 3 marca 2022 | Kuwejt | 2:5 | Malezja | Gorodskoi Katok, Biszkek |

| Szczegóły      | Szczegóły                                     | Szczegóły       | Szczegóły | Szczegóły                                                                               |
| -------------- | --------------------------------------------- | --------------- | --- | --------------------------------------------------------------------------------------- |
| Godzina: 16:00 | S. Al Ajmi (EQ) 04:53 A. Al Sarraf (EQ) 46:56 | (1:0, 0:5, 1:0) | 20:32 (PP2) H. Mohammad 32:51 (PP) H. Mohammad 34:23 (EQ) Muhammad F. A. 37:28 (EQ) Muhammad F. A. 38:55 (EQ) J. J. Goh | Widzów: 135 Sędzia główny: Władimir Susłow Sędziowie liniowi: Tornike Kuchava Edmond Ng |
| Godzina: 16:00 | 16 min. kar                                   |                 | 12 min. kar | Widzów: 135 Sędzia główny: Władimir Susłow Sędziowie liniowi: Tornike Kuchava Edmond Ng |

| 3 marca 2022 | Iran | 1:13 | Kirgistan | Gorodskoi Katok, Biszkek |

| Szczegóły      | Szczegóły               | Szczegóły       | Szczegóły | Szczegóły                                                                                       |
| -------------- | ----------------------- | --------------- | --- | ----------------------------------------------------------------------------------------------- |
| Godzina: 20:00 | J. Keyhanfar (EQ) 13:37 | (1:4, 0:6, 0:3) | 02:09 (PP) V. Nosov 08:23 (PP) M. Chuvalov 14:43 (PP) M. Chuvalov 18:24 (EQ) I. Abdyraev 22:18 (EQ) K. Kim 27:48 (PP) M. Egorov 29:42 (PP) V. Nosov 29:57 (EQ) A. Titov 32:08 (PP) A. Titov 32:50 (EQ) I. Abdyraev 40:15 (EQ) V. Nosov 42:50 (PP2) V. Tonkikh 59:42 (SH) A. Tikhonov | Widzów: 1800 Sędzia główny: Mihai Paul Sędziowie liniowi: Timur Iskakow Aleksander Jadrysznikow |
| Godzina: 20:00 | 42 min. kar             |                 | 22 min. kar | Widzów: 1800 Sędzia główny: Mihai Paul Sędziowie liniowi: Timur Iskakow Aleksander Jadrysznikow |

| 4 marca 2022 | Singapur | 2:5 | Iran | Gorodskoi Katok, Biszkek |

| Szczegóły      | Szczegóły                             | Szczegóły       | Szczegóły | Szczegóły                                                                                         |
| -------------- | ------------------------------------- | --------------- | --- | ------------------------------------------------------------------------------------------------- |
| Godzina: 19:00 | J. Chan (EQ) 34:51 J. Chan (EQ) 45:49 | (0:3, 1:0, 1:2) | 15:53 (PP2) M. Ghorbani 16:24 (PP) J. Keyhanfar 16:58 (SH) F. Houshidari 45:05 (PP) J. Keyhanfar 58:19 (EQ) F. Moghadasi | Widzów: 104 Sędzia główny: Władimir Susłow Sędziowie liniowi: Yntymak Abdykalykov Tornike Kuchava |
| Godzina: 19:00 | 32 min. kar                           |                 | 26 min. kar | Widzów: 104 Sędzia główny: Władimir Susłow Sędziowie liniowi: Yntymak Abdykalykov Tornike Kuchava |

| 5 marca 2022 | Singapur | 4:0 | Kuwejt | Gorodskoi Katok, Biszkek |

| Szczegóły      | Szczegóły                                                                          | Szczegóły       | Szczegóły   | Szczegóły                                                                                  |
| -------------- | ---------------------------------------------------------------------------------- | --------------- | ----------- | ------------------------------------------------------------------------------------------ |
| Godzina: 17:00 | J. R. Tan (PP) 06:39 E. Redden (PP2) 16:45 J. Chan (EQ) 21:51 E. Redden (EQ) 30:07 | (2:0, 2:0, 0:0) |             | Widzów: 200 Sędzia główny: Mihai Paul Sędziowie liniowi: Edmond Ng Aleksander Jadrysznikow |
| Godzina: 17:00 | 12 min. kar                                                                        |                 | 20 min. kar | Widzów: 200 Sędzia główny: Mihai Paul Sędziowie liniowi: Edmond Ng Aleksander Jadrysznikow |

| 5 marca 2022 | Kirgistan | 22:1 | Malezja | Gorodskoi Katok, Biszkek |

| Szczegóły      | Szczegóły | Szczegóły        | Szczegóły              | Szczegóły                                                                                    |
| -------------- | --- | ---------------- | ---------------------- | -------------------------------------------------------------------------------------------- |
| Godzina: 20:00 | V. Nosov (EQ) 03:12 M. Egorov (PP) 05:57 V. Nosov (EQ) 07:50 A. Titov (EQ) 08:07 A. Kudashev (EQ) 16:21 V. Tonkikh (EQ) 17:25 S. Ismanov (EQ) 21:25 V. Tonkikh (EQ) 22:39 M. Myrzabayev (EQ) 23:23 S. Ismanov (EQ) 23:47 V. Tonkikh (EQ) 25:47 S. Tynaliev (EQ) 27:26 K. Kim (SH) 29:41 S. Ismanov (SH) 31:20 V. Nosov (EQ) 32:04 A. Titov (EQ) 32:30 E. Mirbekov (EQ) 41:35 S. Ismanov (PP) 43:33 A. Titov (EQ) 46:36 K. Kim (EQ) 47:07 I. Abdyraev (PP) 51:29 M. Chuvalov (EQ) 53:02 | (6:0, 10:1, 6:0) | 21:53 (EQ) D. Versluis | Widzów: 1712 Sędzia główny: Władimir Susłow Sędziowie liniowi: Timur Iskakow Tornike Kuchava |
| Godzina: 20:00 | 12 min. kar |                  | 6 min. kar             | Widzów: 1712 Sędzia główny: Władimir Susłow Sędziowie liniowi: Timur Iskakow Tornike Kuchava |

| 6 marca 2022 | Iran | 9:2 | Kuwejt | Gorodskoi Katok, Biszkek |

| Szczegóły      | Szczegóły | Szczegóły       | Szczegóły                                     | Szczegóły                                                                                                |
| -------------- | --- | --------------- | --------------------------------------------- | --- |
| Godzina: 19:00 | F. Houshidari (EQ) 00:40 M. Ghorbani (PP2) 04:42 M. Ghorbani (PP) 11:43 M. Ghahar (EQ) 13:19 F. Houshidari (SH) 25:15 F. Houshidari (PS) 30:56 N. Mehraban (EQ) 38:40 N. Mehraban (PP) 50:07 Jalal Keyhanfar (PP) 51:39 | (4:0, 3:0, 2:2) | 46:56 (EQ) H. Al Ajmi 48:37 (EQ) A. Al Sarraf | Widzów: 74 Sędzia główny: Władimir Susłow Sędziowie liniowi: Yntymak Abdykalykov Aleksander Jadrysznikow |
| Godzina: 19:00 | 50 min. kar |                 | 68 min. kar                                   | Widzów: 74 Sędzia główny: Władimir Susłow Sędziowie liniowi: Yntymak Abdykalykov Aleksander Jadrysznikow |

| 7 marca 2022 | Malezja | 3:7 | Iran | Gorodskoi Katok, Biszkek |

| Szczegóły      | Szczegóły                                                         | Szczegóły       | Szczegóły | Szczegóły                                                                                                 |
| -------------- | ----------------------------------------------------------------- | --------------- | --- | --- |
| Godzina: 17:00 | A. Muhd (SH) 01:58 H. Mohammad (PP) 15:23 R. Aiman Zul (SH) 22:27 | (2:2, 1:2, 0:3) | 11:27 (PP) Amin Korehei 16:51 (EQ) M. Aghamohammadi 24:10 (PP) M. Ghorbani 39:59 (PP) D. Bagheri 44:07 (SH) F. Houshidari 52:12 (EQ) A. Ghafoori 57:20 (EQ) A. Heidari | Widzów: 165 Sędzia główny: Władimir Susłow Sędziowie liniowi: Yntymak Abdykalykov Aleksander Jadrysznikow |
| Godzina: 17:00 | 14 min. kar                                                       |                 | 10 min. kar | Widzów: 165 Sędzia główny: Władimir Susłow Sędziowie liniowi: Yntymak Abdykalykov Aleksander Jadrysznikow |

| 7 marca 2022 | Kirgistan | 15:0 | Singapur | Gorodskoi Katok, Biszkek |

| Szczegóły      | Szczegóły | Szczegóły       | Szczegóły   | Szczegóły                                                                         |
| -------------- | --- | --------------- | ----------- | --------------------------------------------------------------------------------- |
| Godzina: 20:00 | M. Chuvalov (EQ) 02:18 A. Titov (PP) 04:24 S. Ismanov (EQ) 10:00 V. Nosov (EQ) 12:25 V. Tonkikh (SH) 16:06 M. Chuvalov (EQ) 19:15 V. Tonkikh (EQ) 23:34 V. Tonkikh (PP) 26:46 V. Tonkikh (PP) 31:44 A. Titov (PP) 37:27 V. Nosov (EQ) 48:54 A. Titov (EQ) 51:01 S. Ismanov (EQ) 55:13 V. Tonkikh (SH) 56:42 K. Terentyev (PP) 59:36 | (6:0, 4:0, 5:0) |             | Widzów: 1723 Sędzia główny: Mihai Paul Sędziowie liniowi: Timur Iskakow Edmond Ng |
| Godzina: 20:00 | 8 min. kar |                 | 12 min. kar | Widzów: 1723 Sędzia główny: Mihai Paul Sędziowie liniowi: Timur Iskakow Edmond Ng |

| 8 marca 2022 | Malezja | 2:8 | Singapur | Gorodskoi Katok, Biszkek |

| Szczegóły      | Szczegóły                                        | Szczegóły       | Szczegóły | Szczegóły                                                                                            |
| -------------- | ------------------------------------------------ | --------------- | --- | --- |
| Godzina: 16:30 | H. Mohammad (PP) 13:45 F. A. Muhammad (PP) 33:19 | (1:2, 1:2, 0:4) | 03:56 (EQ) B. S. H. Lee 16:02 (SH) Tan J. R. 31:10 (PP) E. Redden 35:03 (PP) J. Chan 45:43 (EQ) C. Wong 50:44 (PP) J. Chan 53:06 (EQ) E. Redden 59:58 (EQ) E. Redden | Widzów: 95 Sędzia główny: Władimir Susłow Sędziowie liniowi: Tornike Kuchava Aleksander Jadrysznikow |
| Godzina: 16:30 | 16 min. kar                                      |                 | 16 min. kar | Widzów: 95 Sędzia główny: Władimir Susłow Sędziowie liniowi: Tornike Kuchava Aleksander Jadrysznikow |

| 8 marca 2022 | Kuwejt | 0:14 | Kirgistan | Gorodskoi Katok, Biszkek |

| Szczegóły      | Szczegóły   | Szczegóły       | Szczegóły | Szczegóły                                                                         |
| -------------- | ----------- | --------------- | --- | --------------------------------------------------------------------------------- |
| Godzina: 20:00 |             | (0:4, 0:5, 0:5) | 02:06 (EQ) S. Tynaliev 03:18 (EQ) V. Nosov 06:04 (EQ) I. Abdyraev 09:16 (EQ) E. Mirbekov 21:13 (EQ) K. Kim 25:10 (EQ) E. Shamyrkanov 27:14 (EQ) E. Mirbekov 35:46 (EQ) M. Egorov 36:26 (EQ) S. Ismanov 47:32 (PP) I. Abdyraev 49:54 (PP) S. Ismanov 50:50 (EQ) I. Abdyraev 59:09 (EQ) U. Tursunbekov 59:58 (EQ) K. Kim | Widzów: 1658 Sędzia główny: Mihai Paul Sędziowie liniowi: Timur Iskakow Edmond Ng |
| Godzina: 20:00 | 14 min. kar |                 | 2 min. kar | Widzów: 1658 Sędzia główny: Mihai Paul Sędziowie liniowi: Timur Iskakow Edmond Ng |

Tabela
| Lp. | Zespół    | M | Pkt | Z | Zd | Pd | P | G+ | G- | +/- |
| --- | --------- | - | --- | - | -- | -- | - | -- | -- | --- |
| 1   | Kirgistan | 4 | 12  | 4 | 0  | 0  | 0 | 64 | 2  | +62 |
| 2   | Iran      | 4 | 9   | 3 | 0  | 0  | 1 | 22 | 20 | +2  |
| 3   | Singapur  | 4 | 6   | 2 | 0  | 0  | 2 | 14 | 22 | -8  |
| 4   | Malezja   | 4 | 3   | 1 | 0  | 0  | 3 | 11 | 39 | -28 |
| 5   | Kuwejt    | 4 | 0   | 0 | 0  | 0  | 4 | 4  | 32 | -28 |
| 6   | Filipiny  | 0 | 0   | 0 | 0  | 0  | 0 | 0  | 0  | 0   |

      = awans do III dywizji grupy B     = utrzymanie w Dywizji IV
Statystyki indywidualne
- Klasyfikacja strzelców:  Vladimir Nosov
 Vladimir Tonkikh: 9 goli[1]
- Klasyfikacja asystentów:  Vladimir Nosov: 11 asyst[2]
- Klasyfikacja kanadyjska:  Vladimir Nosov: 20 punktów[3]
- Klasyfikacja kanadyjska obrońców:  Maksim Egorov 13 punktów[4]
- Klasyfikacja +/−:  Vladimir Nosov: +20[5]
- Klasyfikacja skuteczności interwencji bramkarzy:  Kadyr Alymbekov: 100,00%[6]
- Klasyfikacja średniej goli straconych na mecz bramkarzy:  Kadyr Alymbekov: 0,00 bramki
- Klasyfikacja minut kar:  Salem Al Ajmi: 34 minuty[7]

Nagrody indywidualne
Dyrektoriat turnieju wybrał trójkę najlepszych zawodników, po jednym na każdej pozycji:
- Bramkarz:  Joshua Shao Ern Lee
- Obrońca:  Farzad Houshidari
- Napastnik:  Sultan Ismanov